# Józef Kolowca
Józef Marian Kolowca (ur. 19 marca 1906 w Krakowie, zm. 17 grudnia 1957 Szczecinie)  – polski chemik, docent nauk rolniczych w zakresie żywienia zwierząt, nauczyciel akademicki

## Życiorys

### Kraków, Puławy (1906–1939)
Józef Kolowca urodził się w rodzinie Józefa (pracownik kolei) i Katarzyny z domu Sękara. Uczęszczał do gimnazjum matematyczno-przyrodniczego w Krakowie. W latach 1925–1932 studiował chemię na Wydziale Filozoficznym Uniwersytetu Jagiellońskiego i odbył służbę wojskową. W latach 1933–1937 studiował rolnictwo na tym uniwersytecie, uzyskując tytuł zawodowy inżyniera rolnictwa. Podczas studiów rozpoczął pracę w Zakładzie Mikrobiologii Państwowego Instytutu Naukowego Gospodarstwa Wiejskiego w Puławach (1936–1937). W latach 1937–1939 był asystentem profesora Henryka Malarskiego. Zajmował się zwalczaniem guzowatości korzeni drzew owocowych oraz technikami sporządzania  kiszonek i namiastek paszowych, wspólnie z prof. Śnieszką opracowywał metodę wzbogacania słomy w białko). Był zaangażowany w upowszechnianie kiszenia pasz wśród rolników, pełnił funkcję sekretarza komisj  działającej w Polskim Towarzystwie Zootechnicznym oraz doradcy Ministra Rolnictwa).

### Stalowa Wola, Podhale (1940–1949)

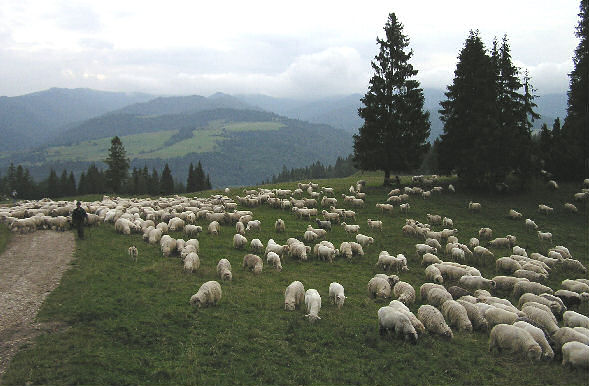
Wypas owiec na hali

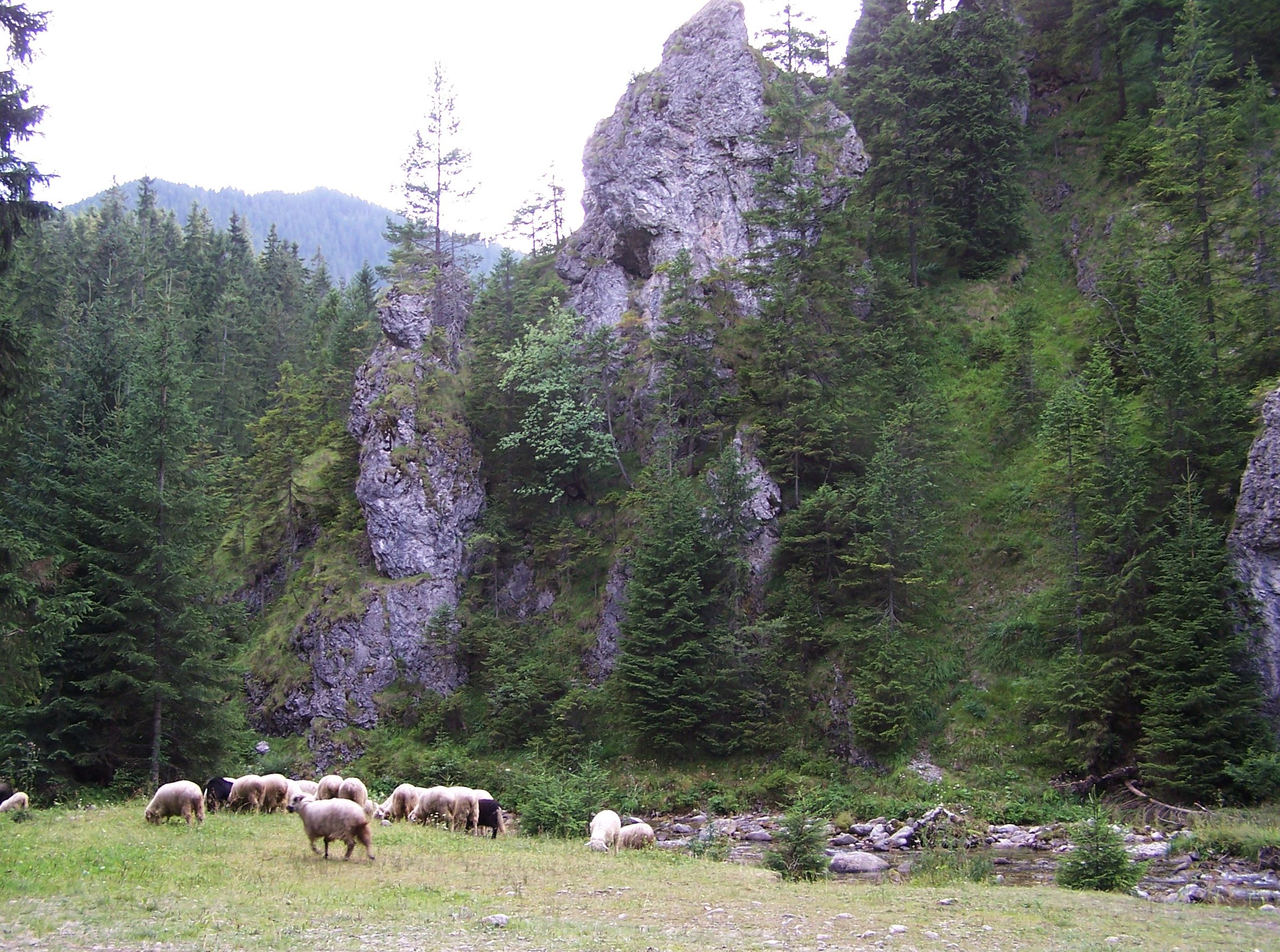
Wypas kulturowy w Dolinie Chochołowskiej (2006)

W czasie okupacji (1940–1942) pracował jako chemik-laborant w Zakładach Stalowa Wola. W 1942 w związku z podejrzeniami o udział w akcji zbrojnej, zbiegł na Podhale. Zamieszkał w Zakopanem, gdzie przez dwa lata był zastępcą instruktora łąkarstwa. W tym okresie obserwował skutki rosnącej eksploatacji tatrzańskich pastwisk. Przepasienie, prowadzące do degradacji inicjalnych i słabo ukształtowanych gleb górskich oraz leśnych ekosystemów, było związane z gwałtownym wzrostem pogłowia owiec. W czasie okupacji rosła cena wełny i górale znacznie zwiększyli ich hodowlę (początkowo nie były rekwirowane przez okupanta). Po wojnie liczba owiec wypasanych w Tatrach wynosiła ok. 30 tys., podczas gdy w dobrych sezonach pasterskich nie powinna przekraczać 6–8 tys. Z niedostatku trawy owce pasły się w szkółkach i młodnikach, zagrażając  lasom tatrzańskim.
Po zakończeniu wojny Józef Kolowca został instruktorem łąkarstwa na powiat nowotarski (1945–1947), a następnie pełnomocnikiem Ministra Rolnictwa do racjonalnego zagospodarowania terenów górskich (1947–1948). Zabiegał o zniesienie służebności w tatrzańskich lasach oraz zainicjował i zorganizował w 1948 Wielki Redyk – dobrowolny przepęd 8 tys. owiec (z bacami i juhasami) na pastwiska w okolicy Szczawnicy (tereny połemkowskie, wsie: Jaworki, Szlachtowa, Biała Woda i Czarna Woda). Hodowcy odnieśli w tym samym roku znaczne korzyści materialne, co sprawiło, że w 1949 liczba chętnych do udziału w Wielkim Redyku dwukrotnie przekroczyła wydajność pastwisk wokół Szczawnicy – zaczęto organizować przepędy w dalsze okolice (powiat nowosądecki i gorlicki), w które poszło ok. 6,5 tys. owiec. Już w drugim roku akcji wyprowadzono z Tatr ponad połowę pogłowia owiec i zaobserwowano wyraźną poprawę stanu tatrzańskiej przyrody (stopniowy powrót do równowagi biocenotycznej).
Zorganizowany przez Józefa Kolowcę przepęd tatrzańskich stad na nowe pastwiska stał się treścią filmu dokumentalnego Wielki Redyk, który był w 1949 prezentowany i nagrodzony na Międzynarodowym Festiwalu Filmowym w Cannes.

### Lublin i Kraków (1949–1954)
W 1949 dr Józef Kolowca rozpoczął pracę w Katedrze Fizjologii i Żywienia Zwierząt, którą tworzył Henryk Malarski na Wydziale Rolnym UMCS. Profesor zgromadził w Lublinie dużą grupę naukowców, w przyszłości profesorów (m.in. Jan Kielanowski, Stanisław Berger, Jan Bartnik, Franciszek Hoszczaruk, Stanisław Wójcik), którym wskazywał konieczność opierania praktyki rolniczej na wynikach badań doświadczalnych. Uczniowie profesora zasilili później kadrę innych jednostek badawczych, m.in. Instytut Higieny i Żywienia oraz SGGW w Warszawie. Józef Kolowca był adiunktem i zastępcą kierownika Katedry. Badał m.in. pastewne wykorzystanie łubinu gorzkiego (zob. kompleks żytni bardzo słaby), metody przygotowywania i stosowania kiszonek lub odpadów gorzelniczych. Wykładał hodowlę ogólną i żywienie zwierząt na Wydziale Rolniczym i Wydziale Weterynaryjnym UMCS.
W 1954 objął stanowisko kierownika Działu Współpracy Gospodarczej w Zakładzie Ochrony Przyrody PAN tworzonym przez prof. Władysława Szafera.

### Szczecin (1955–1957)
Józef Kolowca w latach 1955–1957 mieszkał w Szczecinie, uczestnicząc w tworzeniu Wyższej Szkoły Rolniczej w Szczecinie. Otrzymał stopień docenta i został prodziekanem Wydziału Rolnego (1955–1956) oraz kierownikiem Katedry Żywienia Zwierząt. W latach 1956–1957 pełnił funkcję dziekana Wydziału Zootechnicznego. Był współorganizatorem Szczecińskiego Towarzystwa Naukowego.

## Publikacje (wybór)
- 1937 – Guzowatość korzeni i próby jej zwalczania[4]
- 1946, 1947, 1951[2] – Kiszonki, Państwowe Wydawnictwo Rolnicze i Leśne[10]
- 1951 – Sprawa pastewnego użytkowania łubinu gorzkiego (ziarna i zielonej masy) za pomocą rozmaitych metod jego zakiszania, nakł. UMCS[10]
- 1952 – Przyrządzanie i skarmianie kiszonek, Państwowe Wydawnictwo Rolnicze i Leśne[11]
- 1954 – Badania nad wykorzystaniem wywaru gorzelnianego, nakł. UMCS[16]
- 1954 – Kiszonki w PGR i spółdzielniach produkcyjnych, Państwowe Wydawnictwo Rolnicze i Leśne[17]
- 1962 (wyd. 2) – Józef Kolowca, Historia i podstawy pasterstwa w Tatrach w: Tatrzański Park Narodowy (red. Wł. Szafer)[18]

## Życie rodzinne
W roku ok. 1939 ożenił się z Krystyną z Baczyńskich. Mieli syna Jakuba Marcina. Brat Stanisław Kolowca – artysta fotografik.
Został pochowany w Krakowie na cmentarzu Rakowickim.